# Vera Alves
Vera Alves (Lisboa, 11 de Setembro de 1970) é uma actriz portuguesa.
BA, Acting at Escola Superior de Teatro e Cinema de Lisboa in 1994. 
BA, Art History at Universidade Nova de Lisboa in 2013.
MA, Art History at University College London in 2016-17.

## Teatro
- Bela Adormecida tinha um gato (1996)[1]
- A Castro (1998)[1]
- Equívoco (2005)[1]
- Karnart (2005)[1]

## Televisão
| Ano         | Projeto                   | Papel                                 | Notas                       | Canal |
| ----------- | ------------------------- | ------------------------------------- | --------------------------- | ----- |
| 1996        | Primeiro Amor             | Margarida "Guida" Cruz                | Elenco Principal            | RTP1  |
| 1996 - 1997 | Vidas de Sal              | Patrícia                              | Elenco Principal            | RTP1  |
| 1998        | Terra Mãe                 | Patrícia                              | Elenco Principal            | RTP1  |
| 1998 - 1999 | Uma Casa em Fanicos       | Teresa                                | Elenco Principal            | RTP1  |
| 1999        | Major Alvega              | Michelle                              | Elenco Adicional            | RTP1  |
| 1999        | Residencial Tejo          | Rosy                                  | Elenco Principal            | SIC   |
| 1999        | Jornalistas               | Adriana Alves                         | Elenco Adicional            | SIC   |
| 2000        | Capitão Roby              | Agente Hermínia da Polícia Judiciária | Elenco Principal            | SIC   |
| 2000        | O Bairro da Fonte         | Nana                                  | Elenco Principal            | SIC   |
| 2000        | Facas e Anjos             | Guida                                 | Elenco Principal            | SIC   |
| 2001        | Querido Professor         | Marta                                 | Elenco Adicional            | SIC   |
| 2001        | Super Pai                 | Sofia                                 | Elenco Adicional            | TVI   |
| 2001 - 2003 | Anjo Selvagem             | Andreia Barroso                       | Antagonista                 | TVI   |
| 2002        | Sociedade Anónima         | Susana                                | Elenco Principal            | RTP1  |
| 2003        | O Meu Sócia e Eu          | Teresa                                | Elenco Principal            | RTP1  |
| 2003        | Olá Pai!                  | Raquel Guedes                         | Elenco Principal            | TVI   |
| 2004        | Queridas Feras            | Júlia Fortunato                       | Elenco Adicional            | TVI   |
| 2004        | Inspetor Max              | Sara                                  | Atriz Convidada             | TVI   |
| 2004        | A Minha Sogra É uma Bruxa | Zaza                                  | Elenco Adicional            | RTP1  |
| 2004 - 2005 | Maré Alta                 | Passageira                            | Participação Especial       | SIC   |
| 2005        | Ate Amanhã, Camaradas     | Madalena                              | Elenco Principal            | RTP1  |
| 2005 - 2006 | Camilo Em Sarilhos        | Lúcia                                 | Elenco Adicional            | SIC   |
| 2005 - 2006 | Ninguém como Tu           | Paula Macieira Duarte                 | Elenco Principal            | TVI   |
| 2006 - 2007 | Tu e Eu                   | Olga Castanheira                      | Elenco Principal            | TVI   |
| 2007 - 2008 | Deixa-me Amar             | Beatriz Ventura                       | Elenco Principal            | TVI   |
| 2008        | Casos da Vida             | Antónia                               | Episodio «Noivas de Maio»   | TVI   |
| 2008        | Casos da Vida             | Beatriz                               | Episodio «Noiva Por Engano» | TVI   |
| 2008        | Casos da Vida             | Patrícia                              | Episódio «O Pedido»         | TVI   |
| 2008 - 2009 | Olhos nos Olhos           | Sílvia Vaz de Almeida                 | Elenco Principal            | TVI   |
| 2009        | Equador                   | Margarida Carvalho da Silva           | Elenco Principal            | TVI   |
| 2010 - 2011 | Morangos com Açúcar       | Carolina Vila Matos                   | Elenco Principal            | TVI   |
| 2011        | A Família Mata            |                                       | Atriz Convidada             | SIC   |
| 2011        | Tempo Final               | Luísa                                 | Elenco Principal            | RTP1  |
| 2011 - 2012 | Pai à Força               | Fernanda Valpaços                     | Elenco Principal            | RTP1  |
| 2012        | Liberdade 21              | Filipa                                | Elenco Adicional            | RTP1  |
| 2012        | Maternidade               | Simone                                | Elenco Adicional            | RTP1  |
| 2012 - 2013 | Dancin' Days              | Emília Ferreira                       | Elenco Principal            | SIC   |
| 2013 - 2016 | Bem-Vindos a Beirais      | Rita de Almeida Santiago              | Elenco Principal            | RTP1  |
| 2019        | Na Corda Bamba            | Teresa Nunes Aguiar                   | Elenco Principal            | TVI   |
| 2022        | Lua de Mel                | Mãe de Ângela                         | Elenco Adicional            | SIC   |
| 2022        | Santiago                  | Sónia                                 | Elenco Adicional (OPTO)     | SIC   |
| 2023        | Queridos Papás            | Graciela                              | Elenco Adicional            | TVI   |
| 2023        | Projeto Delta             | Filomena                              | Elenco Principal (OPTO)     | SIC   |
| 2023 - 2024 | Os Eleitos                | Célia Pais                            | Elenco Principal (OPTO)     | SIC   |